# راي دور
راي دور (بالإنجليزية: Ray Dorr)‏ هو لاعب كرة قدم أمريكية أمريكي، ولد في 2 نوفمبر 1941 في ساليم في الولايات المتحدة، وتوفي في 1 مارس 2001 في كوليج ستيشن في الولايات المتحدة بسبب تصلب جانبي ضموري.